# Lee Pierce Butler
Lee Pierce Butler (Clarendon Hills, 19 dicembre 1884 – 28 marzo 1953) è stato un docente statunitense presso University of Chicago Graduate Library School.
Fu uno dei primi ad usare il termine library science (insieme a  S. R. Ranganathan) con cui egli indica gli studi scientifici sui libri e i loro usi. Fu un leader del nuovo approccio sociologico per questa disciplina tra il 1930 e il 1940.

## Biografia
Si specializzò presso il  Dickinson College tra il 1906 e il 1910. Si dedicò successivamente allo studio della Chiesa medievale presso l'Hartford Theological Seminary. Scrisse nel 1910 Napoleon's Attitude to Christianity and to the Roman Catholic Church e nel 1912 Studies on the Christology of Irenaeus. Lavorò presso la Newberry Library di Chicago dal 1916 al 1919 e fu a capo della John M. Wing Foundation. Fece sì che la collezione della Newberry diventasse una delle più grandi biblioteche di ricerca statunitensi per gli studi internazionali, grazie a viaggi intercontinentali per acquistare testi rari.
Nel 1931, Butler diventò professore di storia della bibliografia alla Graduate Library School (GLS) della Università di Chicago. Sostenne le nuove tecniche quantitative delle scienze sociali applicate alla biblioteconomia. La tradizionale articolazione del suo pensiero fu inserita nel libro An Introduction to Library Science pubblicato nel 1933 dalla University of Chicago Press.
Negli anni trenta la sua concezione si oppose all'approccio umanistico e letterario della biblioteconomia preferendone uno basato su un procedimento scientifico per la gestione delle biblioteche. L'aspetto più significativo di questo approccio fu l'analisi quantitativa, di ricerca attraverso metodi scientifici e lo studio della biblioteconomia come un sistema di informazione. In accordo con la nuova definizione di Butler la biblioteconomia diventa la trasmissione delle esperienze della società attraverso l'uso strumentale del libro.
Perciò si pose in opposizione alla precedente visione sulla gestione delle biblioteche che circoscriveva la library science semplicemente nella risoluzione di problemi di tipo amministrativo, mentre la sua nozione era indirizzata alla risoluzione di problemi sociali dello scambio di informazioni e di questioni legate alla comunicazione all'interno società.
Più tardi egli ritrattò gli aspetti dell'approccio scientifico e quantitativo preferendone uno maggiormente umanistico.